# 楢 (津山市)
楢（なら）は岡山県津山市にある地名。郵便番号は708-1111。

## 地理
加茂川の東に位置する。旧・勝加茂村の内、勝北町を経て唯一平成の大合併より前に津山市へ編入された地域である。

### 河川
- 加茂川

## 歴史

### 沿革
- 1889年6月1日 - 町村制施行により、勝北郡楢村が同郡上野田村、下野田村、勝加茂坂上村、勝加茂西上村、勝加茂西下村、勝加茂西中村、勝加茂原村、勝加茂安井村と合併、勝加茂村となる。楢村は大字楢となる。
- 1900年4月1日 - 勝北郡が勝南郡と合併し、勝田郡となる。
- 1955年1月1日 - 勝田郡勝加茂村が同郡新野村、広戸村と合併、勝北町となる。
- 1955年4月1日 - 旧勝加茂村の内、大字楢が津山市に編入される。

## 世帯数と人口
2021年（令和3年）1月1日現在の世帯数と人口は以下の通りである。
| 町丁 | 世帯数  | 人口  |
| ---- | ------- | ----- |
| 楢   | 142世帯 | 305人 |

## 小・中学校の学区
市立小・中学校に通う場合、学区は以下の通りとなる。
| 番地 | 小学校             | 中学校               |
| ---- | ------------------ | -------------------- |
| 全域 | 津山市立成名小学校 | 津山市立津山東中学校 |

## 交通

### 道路
- 国道53号

## 施設
- ヰセキ中国津山営業所
- 楢公会堂

## 津山市への編入
昭和の大合併時、一度は勝北町となった楢だが、すぐに津山市へ編入されている。明治の大合併前に、勝加茂村の他地域とは別に戸長役場を河面村として、明治の大合併で広野村となった地域とともに、まとめられており 、他の勝加茂村地域とはこの時点で扱いが違っていたことが窺える。一方で、津山市編入後は広野地区ではなく、周囲の村それぞれ1大字が集まった成名地区となった。同年に同じように勝央町から津山市へ編入された旧・高取村の池ヶ原、堂尾は隣接する大崎地区に編入されたのとは対照的である。